# اشچیلین
اشچیلین (به لاتین: Trzcielin) یک منطقهٔ مسکونی در لهستان است که در Gmina Dopiewo واقع شده‌است.

## خصوصیات
اشچیلین ۲۹۲ نفر جمعیت دارد.